# James T. Kirk

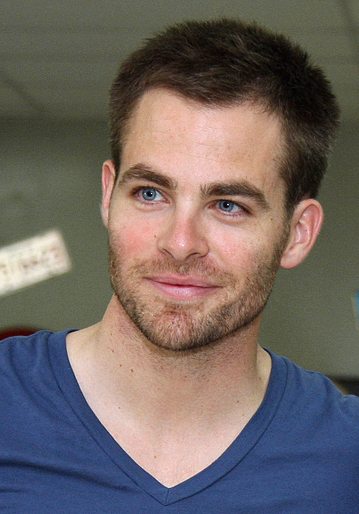
Chris Pine, druhý Kirkův představitel

James Tiberius „Jim“ Kirk je fiktivní postava ze sci-fi světa Star Treku. Jako kapitán hvězdné lodi USS Enterprise vede svoji posádku „tam, kam se dosud žádný člověk nevydal“. Charakter postavy byl vytvořen tak, aby představoval poctivého, statečného a spravedlivého kapitána, nenávidějícího bezpráví, a hrdého obyvatele Spojené federace planet. Jeho nejbližšími spolupracovníky a zároveň přáteli jsou Spock a Leonard McCoy.
Prvním představitelem Jamese T. Kirka byl William Shatner, který jej hrál v původním seriálu Star Trek (1966–1969). Roli si zopakoval i ve stejnojmenné animovaném seriálu z let 1973–1974 a v následujících sedmi hraných celovečerních snímcích (do roku 1994). Záběry z nejstaršího seriálu byly rozsáhle použity i v díle „Další trable s tribbly“ (1996) seriálu Star Trek: Stanice Deep Space Nine. V rebootové filmové sérii hraje Kirka od roku 2009 Chris Pine.

## Biografie

### Původ, příbuzenstvo
Narodil se 22. března 2233 v Riverside v Iowě. Jeho otcem byl George Samuel Kirk, matka Winnona Kirková. Měl bratra George Samuela. Oženil se ve svých 35 letech v roce 2268, jeho ženou byla krátce Miramamee. S jinou ženou měl syna Davida Marcuse.

### Zaměstnání
V letech 2250 až 2254 absolvoval Akademii Hvězdné flotily a pak sloužil na lodích USS Republic a USS Farragut. V roce 2265 byl pověřen velením lodě Enterprise a strávil s ní na cestách vesmírem pět let. Roku 2269 byl povýšen na admirála a pracoval rok na velitelství Hvězdné flotily. V roce 2271 se krátce vrací jako kapitán na Enterprise, znovu v roce 2285.
Jeho spolupracovníky na lodi byli doktor McCoy, jím přezdívaný Kostra, velicí důstojník Spock z planety Vulkán, oba byli jeho přáteli. Ve vedení jeho Enterprise dále měl komunikačního důstojníka Uhuru, kormidelníka Sulu, důstojníka Chekova a šéfinženýra Scottyho.

### Závěr života
Prohlášen za mrtvého při nehodě na palubě lodi Enterprise-B ve svých 60 letech roku 2293 (HvD:9715.0). Zemřel hvězdného data 48650,1 (rok 2371) na planetě v soustavě Veridian (film Star Trek: Generace). Byl pohřben Jean-Lucem Picardem.